# 尾状花序
尾状花序(びじょうかじょ、catkinまたはament)は、細い円筒状の花の集まりである。花弁は欠いていて目立たず、受粉は通常風媒であるが、ヤナギのように虫媒のものもある。通常は単性の花が中央の茎の周りに密集して付き、垂れ下っている。カバノキ科、ブナ科、クワ科、ヤナギ科等の顕花植物の多くの科で見られる。しばらくの間、これらはマンサク亜綱の共有派生形質であると信じられていたが、現在は収斂進化の結果であると考えられている。
これらの植物の多くでは、雄花のみが尾状花序を形成し、雌花は単一の花（ハシバミ属、オーク）、毬花（ハンノキ属）、その他のタイプ（クワ）等として咲く。それ以外の植物（ポプラ等）では、雄花も雌花も尾状花序になる。
英名のcatkinは、子猫の尾の形に似ていることからオランダ語で「子猫」という意味のkatjeという言葉に由来する。また別名のamentは、ラテン語で「ひも」を意味するamentumという言葉に由来する。
- ホップホーンビームの雄花
- ヤナギの雄花
- ヤナギの雄花
- ハシバミの雄花
- バッコヤナギの雄花

1. ↑  Catkin, Oxford English Dictionary, Second Edition, 1989. Accessed 30 November 2009.
2. ↑  Ament, Oxford English Dictionary, Second Edition, 1989. Accessed 30 November 2009.